# فالكيريا كرونكلس 2
فالكيريا كرونكلس 2 (بالإنجليزية: Valkyria Chronicles II)‏ هي لعبة فيديو تقمص أدوار تكتيكية تم إنتاجها في سنة 2010، تم تطوير وتوزيع اللعبة في سنة 2010 لأجهزة سيغا وبلاي ستيشن بورتبل، هذه اللعبة هي النسخة الثانية من سلسلة ألعاب فالكيريا كرونكلس. قصة اللعبة تتكلم عن أحداث ما بعد الحرب الأوروبية الثانية تقوم قوى بتركيز مهامها لإنقاذ المجموعات العرقية من الإبادة من قبل مجاميع ثائرة ارهابية.